# 뉴튼애비

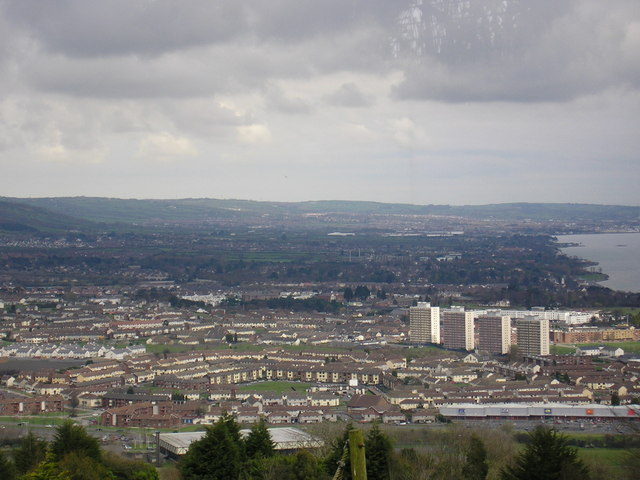
뉴튼애비

뉴튼애비(영어: Newtownabbey, 아일랜드어: Baile Nua na Mainistreach)는 북아일랜드 앤트림주의 도시로 인구는 62,056명(2001년 기준)이다.